# Ataxia perplexa
Ataxia perplexa är en skalbaggsart som först beskrevs av Charles Joseph Gahan 1892.  Ataxia perplexa ingår i släktet Ataxia och familjen långhorningar. Inga underarter finns listade.